# ジョン・メイナード＝スミス
ジョン・メイナード＝スミス (英語: John Maynard Smith, 1920年1月6日 - 2004年4月19日) はイギリスの生物学者。20世紀の生物学において最も影響を与えた研究者の一人。生物学の分野にゲーム理論などの数学的な理論を導入した先駆的存在で、進化生物学の第一人者であり「血縁淘汰」や「進化的に安定な戦略」 (ESS) などの概念・理論により、性、行動、老化などの進化生物学に大きな業績を残した。その数学的貢献と斬新な数理モデルは、多くの分野に影響を与えた。

## 功績
生物学的な貢献としては、当時最先端の解決ロジックであるゲーム理論を進化生物学にいち早く応用し、これにより生物の進化や行動における戦略的な側面をダイレクトに捕捉することを可能にすると共に、進化生物学・動物行動学の分析を非常に幅広くすることに成功した。また、生物学上難問とされていた問題に対して多くの解を提供し、数々の斬新な数理モデルの着想、問題が持つ仮定を浮き彫りにした。この貢献は、進化生物学を始めとする多くの生物学における分野を発展させる基礎となり、また、研究の灯台として多くの問題を残した。
数学的な貢献は多数ある。特に、ジョージ・プライスとともに数学的分析のロジックとしてのゲーム理論における新しい均衡である「進化的に安定な戦略」 (ESS) を考案し、ESSを多用する進化ゲーム理論を立脚させたことは重要である。ESSは経済学にいち早く導入され、多くの経済現象に均衡解を与えるのに成功しており、進化ゲームに恩恵を受けた経済学者にはノーベル賞候補と目される人間が多くいる。心理学においてESSは学習理論に取り入れられ、大きな革新をもたらした。その他にもESSはゲーム理論を用いる全ての分野に取り入れられている。彼の受賞歴を見れば、その業績がどれほど重要であったかは一目瞭然であろう。1991年から1993年までヨーロッパ進化生物学会の会長を務めた。学会は彼の栄誉を讃え、ジョン・メイナード＝スミス賞を1997年に設立している。ノーベル経済学賞に長年ノミネートされていたとも言われており、メイナード＝スミスが死去した翌年のノーベル経済学賞はゲーム理論に対して贈られた。

## 生涯
イギリス、ロンドンで医師の子に生まれる。8歳の時に父が死に、母方の祖父がいるエクスムーアへ移る。このときおばにもらった鳥の本で自然史に対する興味を持つ。パブリックスクールのイートン校では数学を学ぶが、自然科学は正規の授業にはなく図書館で独学した。彼の教師は無神論者で共産主義者、離婚経験者であったJ・B・S・ホールデンを嫌っていた。そこで実際に図書館でホールデンやチャールズ・ダーウィンの本を読んだことが進化に興味をもつきっかけとなった。1941年、ケンブリッジ大学工学部を卒業すると航空機設計事務所に設計技師として就職した。この間に第二次世界大戦があるが、視力が弱いため兵役を免れる。航空技師としての経験、特にリバースエンジニアリングの手法は後の生物学研究の基盤となった。設計技師として6年間過ごし仕事に満足していたが、戦争が終わると一生を設計技師で終わらせたくないと考え、研究者として大学に戻る事を決めた。メイナード＝スミスは生物学と物理学のどちらの道に進むか迷った。理論物理学の知識はあり、それが非常に難解であると知っていた。アインシュタインやシュレディンガーのようにはなれないと感じ、一方で理論生物学はいくらか簡単そうだと考えた。
1951年、27歳の時にユニバーシティ・カレッジ・ロンドン（以下UCL）の動物学部に学部学生として入学し、遺伝学の大家J・B・S・ホールデンに生物学を学ぶ。大学の同輩の多くは戦争からの帰還者で同年配だった。師匠のホールデンと同じく1956年までイギリス共産党員でもあったが、ハンガリー動乱を機に共産党から脱退した。またマルクス主義者でもあったが、ルイセンコ事件で科学的妥当性よりも政治を優先した科学者を目の当たりにし、マルクス主義を捨てたと後に回想した。メイナード＝スミスはホールデンを生涯敬愛していた。「私は知っていること全てを彼から教わった。彼が死んだとき私は泣いた」。
卒業後はUCLで遺伝学の講師となる。そこで夫人のシェイラ・ローレンスと出会った。1962年にピーター・メダワーの計らいでブライトンのサセックス大学でも教えることになり、1965年からサセックス大学に新設された生物科学部の初代学部長を務める。学部長になってからももっぱら理論生物学的な研究を行う。また動物学、植物学、遺伝学、生化学がそれぞれ分離されて互いに交流しなかった事に不満を感じ、統一的な生物学を教える方法を模索した。
メイナード＝スミスは若い人材を発見することを自分の才能の一つと見なしていた。1970年代にはプライスの進化的に安定な戦略のアイディアを学問的に救い（しかしプライス自身を助けることはできなかった）、木村資生が著書がどこからも出版されないのではないかと恐れていた時に出版をケンブリッジ大学出版局に掛け合った。しかし1960年代初頭に、ゴルトン研究所のセドリック・スミスからビル・ハミルトンを紹介されたときに彼の才能を見いだせなかったことを生涯の大きな失敗と考えた。ちょうどハミルトンが研究の重要性を認められずに最も苦しんでいる時期であった。
彼がウィン＝エドワーズの群選択に対してハミルトンのアイディアを血縁選択と名付けたときのことは次のように語っている。
メイナード＝スミスは適応主義的アプローチの主要な擁護者の一人であり、適応主義に反対するスティーヴン・ジェイ・グールドらへの恐らくもっとも強力な批判者であった。1950年に書いた初めての生物学の論文はほ乳類の足どりが力学的に最適化されたようにデザインされているという内容だった。当時の学術誌の編集者は機能的な説明を好んでいなかった。メイナード＝スミスは、数学で権威ある生物学雑誌を汚そうとしたと非難され、「（微分方程式（dw/dj = 0）について）なぜ二つのdを打ち消さないのか？」と言われたときのことを良く覚えていた。
それ以来、「人生の多くの時間を生物の複雑にデザインされた機能や行動の解明に費やしてきた」と述べている。
SF小説を読むことを趣味の一つとしていた。彼はオラフ・ステープルドンとアーサー・C・クラークを好んでいた。1985年に引退し名誉教授となる。引退後も毎日のように大学に足を運び、研究について話し合っていたという。2004年4月19日、自宅で穏やかに亡くなった。84歳。肺癌だった。夫人のシェイラ・メイナード＝スミスは遺伝学者。シェイラとの間には二人の息子と一人の娘がいる。1977年王立協会フェロー選出。

## 受賞歴
- 1985年 - メンデル・メダル
- 1986年 - ダーウィンメダル
- 1990年 - フリンクメダル、クラフォード賞
- 1991年 - バルザン賞
- 1995年 - リンネ・メダル、シューアル・ライト賞
- 1997年 - ロイヤル・メダル
- 1998年 - ウェルドン記念賞
- 1999年 - コプリ・メダル
- 2001年 - 京都賞基礎科学部門（2001年） - 「進化的に安定な戦略の概念提唱による進化生物学への貢献」に対して[3]
- 2008年 - ダーウィン＝ウォレス・メダル（2008年） - 遺贈

## 主な論文
- Group selection and kin selection. Nature, 200, 1964
- Evolution in sexual and asexual populations. The American Naturalist, 102, 1968
- The logic of animal conflict. Nature, 246, 1973
- Parental investment: a prospective analysis. Animal Behaviour, 25, 1977

## 著書
- 生物は体のかたちを自分で決める (2002年)
- 生命進化8つの謎 (2001年) 共著
- 進化する階層 - 生命の発生から言語の誕生まで (1997年) 共著
- 進化遺伝学 (1995年)
- 生物学のすすめ (1990年)
- 進化とゲーム理論 - 闘争の論理 (1985年)
- 数理生物学序説 (1970年)

## ジョン・メイナード＝スミス賞
この賞はヨーロッパ進化生物学会によって運営され、進化生物学で優れた業績をあげた若手研究者に隔年で送られる。
| 年   | 受賞者                  | 受賞理由                                                                                        |
| ---- | ----------------------- | ----------------------------------------------------------------------------------------------- |
| 1997 | Marie-Charlotte Anstett | Facilitation and constraints in the evolution of mutualism                                      |
| 1999 | Nicolas Galtier         | Non stationary models of nucleotide substitution and the evolution of base composition          |
| 2001 | Alexander Badyaev       | Paradox of rapid evolution of sexual size dimorphism: the role of ontogeny and maternal effects |
| 2003 | Patricia Beldade        | 表現型多様性の遺伝的バイアス: チョウの翅のパターンにおける進化と発生                            |

### インタビュー記事など
- 巌佐庸 web page 中頃にメイナード＝スミスへのインタビュー（2001年,京都賞受賞時）がある。巌佐庸のウェブサイトより。

#### 英語
- Interviews with Noted Scientists
- Darwin@LSE London School of Economics
- BNET Business Network －ジョナサン・ワイナーによるインタビュー

### 動画

#### 英語
- meaningoflife.tv－ロバート・ライトによるインタビュー。意識、死、進化などについて。
- Peoples Archive－リチャード・ドーキンスによるインタビュー